# Stanisław Sheybal

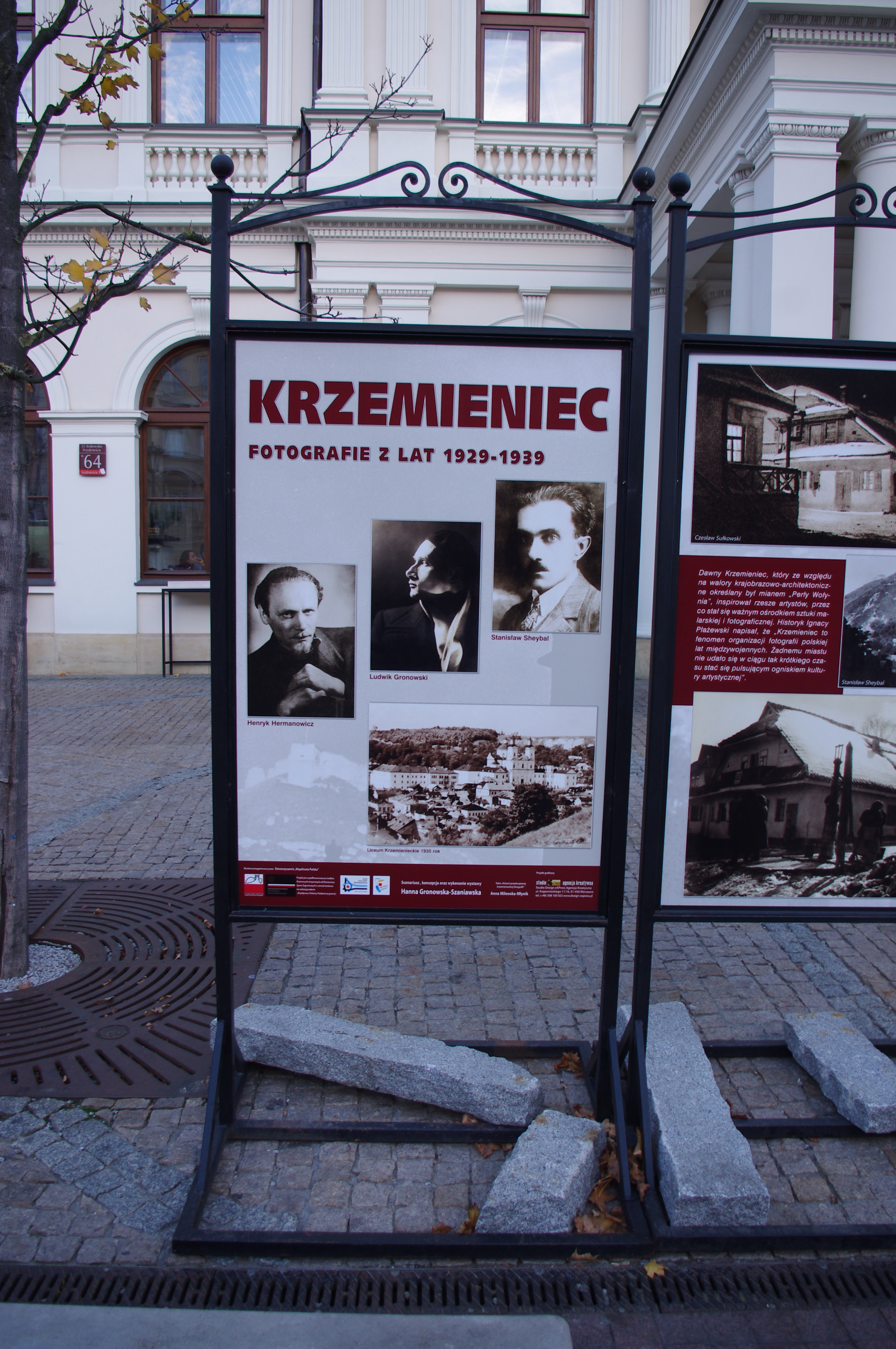
Wystawa plenerowa – Krzemieniec. Fotografie z lat 1929–1939 – na Krakowskim Przedmieściu w Warszawie (26 października 2012) na fotografii widoczna plansza ze zdjęciami fotografów: Henryka Hermanowicza, Ludwika Gronowskiego i Stanisława Sheybala

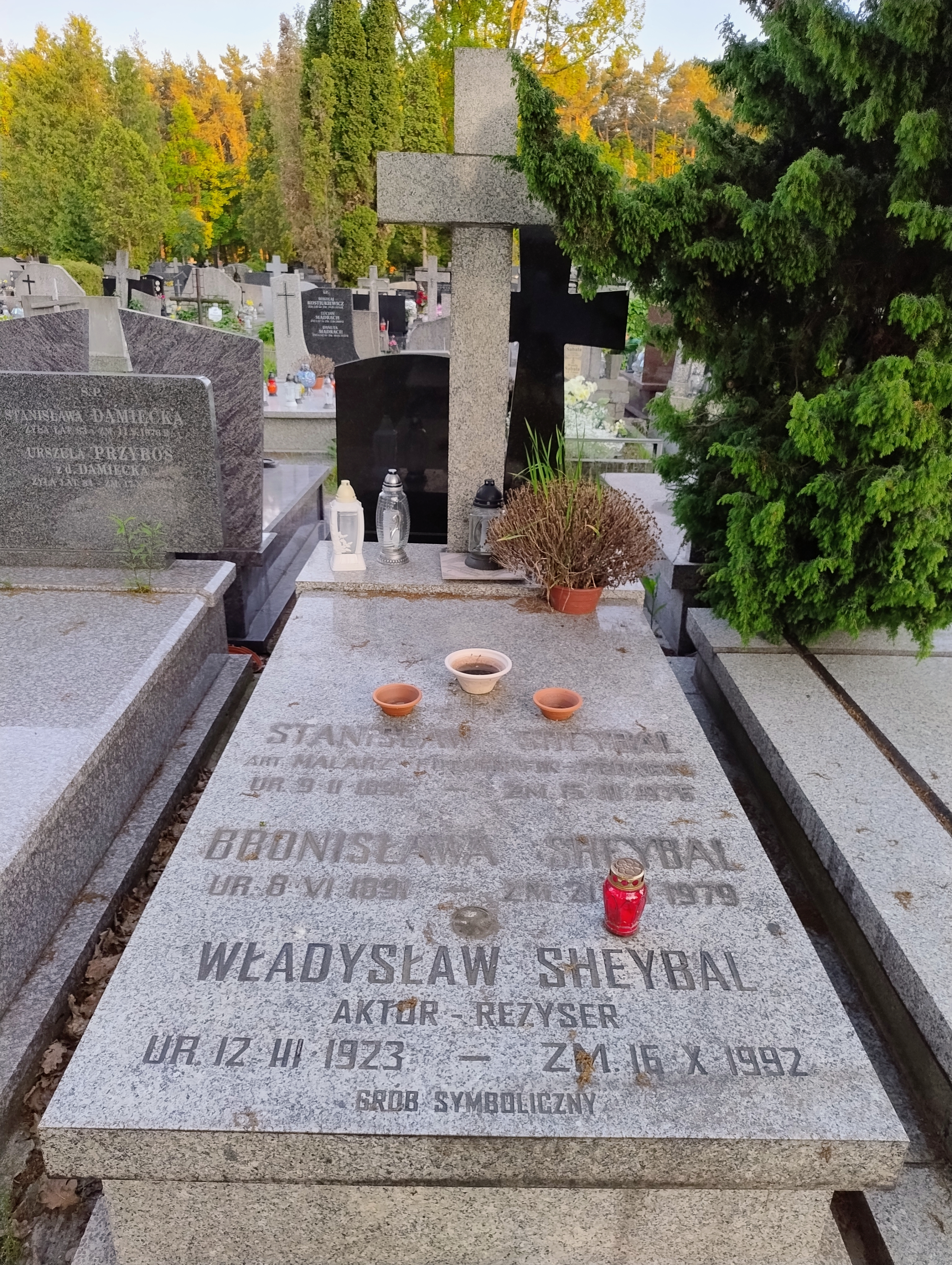
Grób Stanisława Sheybala

Stanisław Sheybal, (ur. 9 lutego 1891 w Samborze, zm. 15 marca 1976 w Warszawie) – polski artysta fotograf. Członek Fotoklubu Polskiego. Animator i twórca działalności artystycznej i fotograficznej w Krzemieńcu. Członek rzeczywisty Związku Polskich Artystów Fotografików.

## Życiorys
Urodził się 9 lutego 1891 w Samborze, w rodzinie Franciszka Ksawerego (ok. 1859–1928, pracownika administracji galicyjskiej, i Wilhelminy ze Skibińskich, pianistki. W 1911 zdał maturę w Szkole Realnej w Tarnowie i rozpoczął studia w Akademii Sztuk Pięknych w Krakowie. Studiował jednocześnie na Uniwersytecie Jagiellońskim matematykę oraz przedmioty pedagogiczne. W latach 1914–1915 studiował w Akademii Sztuk Pięknych w Pradze oraz pracował w zakładzie fotograficznym Neumana (prowadził również samodzielnie filię tego zakładu). Podczas studiów został powołany do Armii Austro-Węgier. W 1916 służył w Serbii, w rok później został oddelegowany do Szkoły Oficerskiej. Po ukończeniu kursu wojskowej kartografii i fotografii lotniczej w Wojskowym Instytucie Geograficznym w Wiedniu został przydzielony kolejno do: oddziału kartografii we Lwowie, frontowego oddziału kartograficznego przy sztabie armii w Kosowie, na Bukowinę i do Włoch. Brał udział w wojnie polsko-ukraińskiej, a następnie w wojnie polsko-bolszewickiej. 
Po poślubieniu 4 lutego 1919 w Sanoku Bronisławy z Kotulów (1891–1979), urzędniczki bankowej, później nauczycielki najpierw wyjechali do Krakowa, a następnie zamieszkali w Zgierzu, gdzie pracował w tamtejszym gimnazjum jako nauczyciel rysunku. W 1927 przenieśli się do Krzemieńca i tak jak w Zgierzu został nauczycielem rysunku.
W 1928 utworzył szkolną pracownię fotograficzną w Liceum Krzemienieckim, a w 1930 Towarzystwo Fotograficzne w Krzemieńcu. Członkami towarzystwa zostali m.in. A. Berger, Z. Celarski, L. Gronowski i E. Smerecki. W 1931 został przyjęty do Fotoklubu Polskiego – był jednym z 44 członków przyjętych w latach 1931–1939. W 1932 był współtwórcą oraz redaktorem miesięcznika „Życie Krzemienieckie” wydawanego przez Liceum Krzemienieckie, Wydział Powiatowy w Krzemieńcu oraz Zjednoczenie Organizacyj Społecznych Powiatu Krzemienieckiego. W 1936 Królewskie Towarzystwo Fotograficzne w Londynie, zaliczyło Sheybala w poczet dziesięciu najlepszych fotografujących techniką gumy. W latach 1936–1939 pełnił w Izbie Rzemieślniczej Wołyńskiej funkcję Przewodniczącego Komisji Egzaminacyjnej dla zawodu fotografa.
Fotografia Stanisława Sheybala z 1938 – „Legenda o Górze Królowej Bony” to jedna z najbardziej znanych prac autora, wielokrotnie publikowana, m.in. w Stanach Zjednoczonych i Japonii.
Po zajęciu Krzemieńca przez Armię Czerwoną w 1939 pracował (przez dwa lata) jako nauczyciel w Pełnej Polskiej Szkole Dziesięcioletniej, a w czasie okupacji niemieckiej, wraz z Henrykiem Hermanowiczem, prowadził Zakład Fotograficzny „Sztuka”. W 1942 przeprowadził się nielegalnie do Warszawy, gdzie pracował w zakładzie fotograficznym „BiS”, Bieńkowskiego i Szporka. W tym samym czasie, zdał egzamin na mistrza zawodu fotograficznego, w Izbie Rzemieślniczej w Warszawie. Od 1945 współpracował przy organizacji Wydziału Kultury Urzędu Wojewódzkiego w Krakowie. Od 1946 pracował w Ministerstwie Kultury i Sztuki, gdzie pełnił najpierw funkcję wizytatora a później naczelnika Wydziału Szkolnictwa Plastycznego. W 1947 został członkiem ówczesnego, nowo powstałego Polskiego Związku Artystów Fotografów – obecnego (od 1951) Związku Polskich Artystów Fotografików. W 1949 pracował na stanowisku profesora Państwowej Wyższej Szkoły Sztuk Plastycznych w Warszawie, a następnie w Łodzi. Stosował techniki fotograficzne: technikę bromosrebrową, tonorozdzielczość, pigment, bromolej, przetłok, guma.
Z małżeństwa z Bronisławą z Kotulów miał dwóch synów: Kazimierza – reżysera i scenarzystę filmowego, dokumentalistę i Władysława – aktora i reżysera.
Zmarł 15 marca 1976 w Warszawie, pochowany 20 marca 1976 na cmentarzu parafialnym w Marysinie Wawerskim (sektor 9A-1-40).
W 1984 Wydawnictwo Literackie Kraków przygotowało do druku jego wspomnienia – Wspomnienia 1891–1970, druk ukończono w 1986.

## Wystawy
- 1929: Pierwsza Ogólnopolska Wystawa Fotografii Artystycznej, Krzemieniec
- 1930: Indywidualna wystawa Stanisława Sheybala – XIX indywidualna wystawa fotografiki artystycznej, Warszawa
- 1936: „Gumy” Stanisława Sheybala, Krzemieniec

## Ordery i odznaczenia
- Złoty Krzyż Zasługi (trzykrotnie: 10 listopada 1933[12], 22 lipca 1952[13] i 19 lipca 1955[14])
- Srebrny Wawrzyn Akademicki (4 listopada 1937)[15]
- Medal 10-lecia Polski Ludowej (19 stycznia 1955)[16]
- Medal Komisji Edukacji Narodowej (1967)